# Metapanamomops kaestneri
Metapanamomops kaestneri là một loài nhện trong họ Linyphiidae.
Loài này thuộc chi Metapanamomops. Metapanamomops kaestneri được miêu tả năm 1961 bởi Wiehle.